# エリック・シュールストロム
エリック・ポール・シュールストロム（Erik Paul Schullstrom, 1969年3月25日 - ）は、アメリカ合衆国カリフォルニア州サンディエゴ出身の元プロ野球選手（投手）。現在は、NPB・広島東洋カープの駐米スカウトを務める。

## 経歴
アラメダ高等学校時代の1987年にMLBドラフト24巡目（全体621位）でトロント・ブルージェイズから指名されるが、入団せずにカリフォルニア州立大学フレズノ校へ進学した。1989年には第18回日米大学野球選手権に出場している。なお、代表時のチームメイトには同じく後にNPB入りするクリス・ヘイニーやダグ・クリークらがいる。
1990年のMLBドラフト2巡目（全体60位）でボルチモア・オリオールズから指名され、プロ入り。オリオールズ傘下、サンディエゴ・パドレス傘下のマイナーリーグでプレーしたのち、1994年にミネソタ・ツインズでメジャーデビューを果たす。翌1995年には37試合に登板した。
その後、ボストン・レッドソックス傘下、リーガ・メヒカーナ・デ・ベイスボルのモンテレイ・サルタンズ、モンクローバ・スティーラーズを経て、1998年に日本ハムファイターズに入団。抑えを任され一年目7勝の成績を残した。翌1999年は序盤抑えで活躍するも、途中右肩を故障し、そのまま同年退団した。
1年間のリハビリ後、テストに合格して2001年に広島東洋カープに入団した。その年日本ハム時代程球速は出なかったが緩急を使った投球で抑え投手を任されたが、後半はまたしても故障で戦線を離れた。翌2002年も故障に苦しみ、シーズン終了後に現役を引退した。
2003年からは、広島の駐米スカウトを務めており、大陸東西のうち主に西部を担当している。東部はスコット・マクレーン担当。一時期AAA級バッファロー・バイソンズからの選手の獲得が多かったが、広島に来る以前に同球団の監督をしていたマーティ・ブラウンとのパイプを活かしていた。グレッグ・ラロッカやケニー・レイボーンは、ブラウンがシュールストロムに推薦した選手である。

## 投球スタイル
140km/h台後半のストレートと落差のあるカーブが武器。フォークも投げる。

## 人物
非常に明るい性格で、スカウト就任後は自身のスキンヘッドや大きく太った体型を生かしたジョークを武器に、マイナーリーグ等の選手やコーチとコミュニケーションを深めている。
先述のグレッグ・ラロッカを始め、コルビー・ルイスやブライアン・バリントン、デニス・サファテ、キャム・ミコライオ、クリス・ジョンソン等の大当たりとも言える助っ人の獲得にも彼が関わっており、広島ファンからは「安心のシュール便」と信頼を寄せられている。

## 詳細情報

### 年度別投手成績
| 年 度    | 球 団    | 登 板 | 先 発 | 完 投 | 完 封 | 無 四 球 | 勝 利 | 敗 戦 | セ 丨 ブ | ホ 丨 ル ド | 勝 率 | 打 者 | 投 球 回 | 被 安 打 | 被 本 塁 打 | 与 四 球 | 敬 遠 | 与 死 球 | 奪 三 振 | 暴 投 | ボ 丨 ク | 失 点 | 自 責 点 | 防 御 率 | W H I P |
| -------- | -------- | ----- | ----- | ----- | ----- | -------- | ----- | ----- | -------- | ----------- | ----- | ----- | -------- | -------- | ----------- | -------- | ----- | -------- | -------- | ----- | -------- | ----- | -------- | -------- | ------- |
| 1994     | MIN      | 9     | 0     | 0     | 0     | 0        | 0     | 0     | 1        | --          | ----  | 57    | 13.0     | 13       | 0           | 5        | 0     | 1        | 13       | 0     | 0        | 7     | 4        | 2.77     | 1.38    |
| 1995     | MIN      | 37    | 0     | 0     | 0     | 0        | 0     | 0     | 0        | --          | ----  | 225   | 47.0     | 66       | 8           | 22       | 1     | 1        | 21       | 5     | 0        | 36    | 36       | 6.89     | 1.87    |
| 1998     | 日本ハム | 38    | 0     | 0     | 0     | 0        | 7     | 3     | 8        | --          | .700  | 187   | 45.0     | 31       | 1           | 22       | 3     | 3        | 52       | 0     | 0        | 15    | 15       | 3.00     | 1.18    |
| 1999     | 日本ハム | 14    | 0     | 0     | 0     | 0        | 2     | 1     | 7        | --          | .667  | 65    | 16.0     | 15       | 0           | 2        | 0     | 0        | 21       | 0     | 0        | 3     | 3        | 1.69     | 1.06    |
| 2001     | 広島     | 22    | 0     | 0     | 0     | 0        | 0     | 1     | 11       | --          | .000  | 93    | 22.0     | 21       | 2           | 8        | 0     | 1        | 14       | 0     | 0        | 9     | 8        | 3.27     | 1.32    |
| 2002     | 広島     | 5     | 0     | 0     | 0     | 0        | 0     | 0     | 0        | --          | ----  | 18    | 4.2      | 1        | 0           | 2        | 1     | 0        | 6        | 0     | 0        | 0     | 0        | 0.00     | 0.64    |
| MLB：2年 | MLB：2年 | 46    | 0     | 0     | 0     | 0        | 0     | 0     | 1        | --          | ----  | 282   | 60.0     | 79       | 8           | 27       | 1     | 2        | 34       | 5     | 0        | 43    | 40       | 6.00     | 1.77    |
| NPB：4年 | NPB：4年 | 79    | 0     | 0     | 0     | 0        | 9     | 5     | 26       | --          | .643  | 363   | 87.2     | 68       | 3           | 34       | 4     | 4        | 93       | 0     | 0        | 27    | 26       | 2.67     | 1.16    |

### 記録
NPB
- 初登板：1998年4月11日、対オリックス・ブルーウェーブ2回戦（東京ドーム）、9回表に4番手で救援登板・完了、1回無失点
- 初奪三振：同上、9回表に五十嵐章人から
- 初勝利：1998年4月26日、対西武ライオンズ5回戦（東京ドーム）、9回表に2番手で救援登板・完了、1回2失点
- 初セーブ：1998年4月29日、対福岡ダイエーホークス4回戦（東京ドーム）、8回表1死に4番手で救援登板・完了、1回2/3を1失点

### 背番号
- 58（1994年 - 1995年）
- 23（1998年 - 1999年）
- 45（2001年 - 2002年）

### 代表歴
- 第18回日米大学野球選手権大会 アメリカ合衆国代表（1989年）